# Éric Mouloungui
Éric Mouloungui (ur. 1 kwietnia 1984 w Port-Gentil) – gaboński piłkarz występujący na pozycji pomocnika lub napastnika, reprezentant Gabonu w latach 2005–2013.

## Kariera klubowa
Mouloungui rozpoczął karierę piłkarską w AS Mangasport. W 2000 roku zadebiutował w pierwszej lidze gabońskiej i grał w niej przez dwa lata. Wtedy też wyjechał do Francji i został graczem w RC Strasbourg, skąd został natychmiast wypożyczony do piątoligowego ASPV Strasbourg. W Ligue 1 zadebiutował 29 stycznia w przegranym 1:2 wyjazdowym meczu z CS Sedan. Walczył o miejsce w ataku Strasbourga m.in. z Mamadou Niangiem i Danielem Ljuboją. Pierwszego gola w lidze francuskiej zdobył w sierpniu 2003 roku w spotkaniu z AJ Auxerre (2:3). Jednakże potem, od 2004 do końca 2005 roku, nie potrafił wywalczyć miejsca w składzie Racingu i występował jedynie w rezerwach tej drużyny. W 2006 roku został wypożyczony do drugoligowego FC Gueugnon, ale po pół roku wrócił do Strasbourga i był jego najlepszym strzelcem w sezonie 2006/07, przyczyniając się do awansu do Ligue 1. W sezonie 2007/08 zdobył 3 bramki, a Strasbourg spadł do Ligue 2. Łącznie dla tego klubu rozegrał 84 mecze i strzelił 17 goli.
Latem 2008 roku Mouloungui przeszedł za dwa miliony euro do OGC Nice. W nim po raz pierwszy wystąpił 16 sierpnia tegoż roku w spotkaniu z AS Nancy, wygranym przez „Les Aiglons” 2:1. W 2013 roku trafił na wypożyczenie do Śląska Wrocław z arabskiego Al-Wahda Abu Zabi. 30 maja 2013 strzelił swoją pierwszą bramkę przeciwko Lechowi Poznań ustalając wynik meczu (1:1). W 2014 roku grał w chińskim Shenyang Zhongze, a w 2015 roku przeszedł do CF Mounana. W latach 2016–2019 występował we francuskich klubach AS Béziers i Villefranche Saint-Jean Beaulieu FC, po czym zakończył karierę zawodniczą.

### Statystyki kariery
| Sezon       | Klub                                | Kraj                         | Rozgrywki            | Mecze | Bramki | Rozgrywki Europy | Mecze | Bramki |
| ----------- | ----------------------------------- | ---------------------------- | -------------------- | ----- | ------ | ---------------- | ----- | ------ |
| 2000        | AS Mangasport                       | Gabon                        | Division 1           | 4     | 3      | -                | -     | -      |
| 2001        | AS Mangasport                       | Gabon                        | Division 1           | 13    | 13     | -                | -     | -      |
| 2002        | AS Mangasport                       | Gabon                        | Division 1           | 20    | 19     | -                | -     | -      |
| 2002/03 (j) | ASPV Strasbourg                     | Francja                      | CFA 2                | 2     | 2      | -                | -     | -      |
| 2002/03 (w) | RC Strasbourg                       | Francja                      | Ligue 1              | 12    | 0      | -                | -     | -      |
| 2003/04     | RC Strasbourg                       | Francja                      | Ligue 1              | 22    | 3      | -                | -     | -      |
| 2003/04     | RC Strasbourg B                     | Francja                      | CFA                  | 8     | 1      | -                | -     | -      |
| 2004/05     | RC Strasbourg                       | Francja                      | Ligue 1              | 3     | 0      | -                | -     | -      |
| 2004/05     | RC Strasbourg B                     | Francja                      | CFA                  | 6     | 2      | -                | -     | -      |
| 2005/06 (j) | RC Strasbourg                       | Francja                      | Ligue 1              | 2     | 0      | Liga Europy UEFA | 1     | 0      |
| 2005/06 (j) | RC Strasbourg B                     | Francja                      | CFA                  | 7     | 3      | -                | -     | -      |
| 2005/06 (w) | FC Gueugnon                         | Francja                      | Ligue 2              | 8     | 0      | -                | -     | -      |
| 2006/07     | RC Strasbourg                       | Francja                      | Ligue 2              | 30    | 11     | -                | -     | -      |
| 2007/08     | RC Strasbourg                       | Francja                      | Ligue 1              | 33    | 3      | -                | -     | -      |
| 2008/09     | OGC Nice                            | Francja                      | Ligue 1              | 29    | 4      | -                | -     | -      |
| 2009/10     | OGC Nice                            | Francja                      | Ligue 1              | 17    | 2      | -                | -     | -      |
| 2010/11     | OGC Nice                            | Francja                      | Ligue 1              | 34    | 8      | -                | -     | -      |
| 2011/12     | OGC Nice                            | Francja                      | Ligue 1              | 26    | 4      | -                | -     | -      |
| 2012/13 (j) | Al-Wahda                            | Zjednoczone Emiraty Arabskie | UAE League           | 1     | 0      | -                | -     | -      |
| 2012/13 (w) | Śląsk Wrocław                       | Polska                       | Ekstraklasa          | 10    | 1      | -                | -     | -      |
| 2014        | Shenyang Zhongze                    | Chiny                        | China League One     | 15    | 2      | -                | -     | -      |
| 2015        | CF Mounana                          | Gabon                        | Division 1           | ?     | ?      | -                | -     | -      |
| 2015/16     | CF Mounana                          | Gabon                        | Division 1           | ?     | ?      | -                | -     | -      |
| 2016/17     | AS Béziers                          | Francja                      | Championnat National | 8     | 0      | -                | -     | -      |
| 2017/18     | Villefranche Saint-Jean Beaulieu FC | Francja                      | National 3           | 8     | 0      | -                | -     | -      |
| 2018/19     | Villefranche Saint-Jean Beaulieu FC | Francja                      | National 3           | 14    | 4      | -                | -     | -      |

## Kariera reprezentacyjna
W latach 2005–2013 rozegrał 36 spotkań w reprezentacji Gabonu, w których zdobył 6 bramek.

## Sukcesy
AS Mangasport
- mistrzostwo Gabonu: 2000
- Puchar Gabonu: 2001
- Superpuchar Gabonu: 2001

CF Mounana
- mistrzostwo Gabonu: 2015/16
- Puchar Gabonu: 2015